# Tlilcalco
Tlilcalco är en ort i Mexiko.   Den ligger i kommunen Xoxocotla och delstaten Veracruz, i den sydöstra delen av landet, 230 km öster om huvudstaden Mexico City. Tlilcalco ligger 2 331 meter över havet och antalet invånare är 527.
Terrängen runt Tlilcalco är kuperad, och sluttar österut. Runt Tlilcalco är det ganska tätbefolkat, med 93 invånare per kvadratkilometer. Närmaste större samhälle är Ciudad Mendoza, 19,0 km norr om Tlilcalco. Omgivningarna runt Tlilcalco är en mosaik av jordbruksmark och naturlig växtlighet.